# Ivan Pelizzoli
Ivan Pelizzoli  (Bergamo, Italija, 18. studenog 1980.) bivši je talijanski nogometni vratar i nacionalni reprezentativac. Većinu klupske karijere proveo je u domovini uz iznimku igranja za moskovski Lokomotiv.
Osvajač je brončane medalje na Olimpijskim igrama 2004. u Ateni.

## Karijera

### Klupska karijera
Pelizzoli je u rodnom Bergamu branio za tamošnju Atalantu u juniorskim i seniorskim sastavima te je debitirao u Serie A istaknuvši se kao jedan od najboljih mladih vratara Italije. Time je postao prvi vratar kluba, ispred starijih Alberta Fontane i Davida Pinata.
Dobre igre u dresu Atalante omogućile su mu transfer u AS Romu tijekom ljeta 2001. u vrijednosti 14 milijuna eura. Ubrzo je s klubom osvojio talijanski Superkup ali je bio zamjena Antonioliju. Međutim, uskoro je postao startna jedinica a tijekom sezone 2003./04. momčad je imala najmanje primljenih golova u Serie A. Sam Pelizzoli nije primio pogodak u 774 minute, međutim, unatoč tom uspjehu, nije uvršten na popis reprezentativaca za predstojeći EURO 2004.
Vratar je tijekom sljedeće sezone imao loše predstave zbog čega je 2005. napustio klub i otišao u Regginu. Ondje je bio važna karika momčadi osiguravajući joj svojim obranama ostanak u prvoj ligi.
31. siječnja 2007. potpisao je za rusku Lokomotiv Moskvu četverogodišnji ugovor dok je posljednju ugovornu sezonu proveo na posudbi u niželigašu AlbinoLeffeu. Dok se tijekom prve sezone borio s Eldinom Jakupovićem za startnu jedinicu, tijekom druge sezone bio je četvrti vratar kluba (iza Jakupovića, Mareka Čecha i Ivana Levenetsa).
Povratkom u domovinu, golman je branio za mnoštvo klubova kao što su Cagliari, Padova, Pescara, Virtus Entella i Vicenza.

### Reprezentativna karijera
Pelizzoli je branio za sve mlađe uzraste talijanske reprezentacije dok je U21 sastavom osvojio brončanu medalju na Olimpijadi u Ateni 2004. Ondje je bio jedan od ukupno trojice starijih igrača koji su bez obzira na godine mogli nastupiti.
Za Azzure je debitirao u prijateljskoj utakmici protiv Švicarske u Ženevi, igranoj 30. travnja 2003. Druga (ujedno i posljednja) utakmica u nacionalnom dresu bila je također u prijateljskom susretu, ovaj puta protiv Finske.

## Osvojeni trofeji

### Klupski trofeji
| Klub    | Trofej              | Godina  |
| Italija | Italija             | Italija |
| ------- | ------------------- | ------- |
| AS Roma | Supercoppa Italiana | 2001.   |

### Reprezentativni trofeji
| Turnir                  | Trofej | Godina |
| ----------------------- | ------ | ------ |
| Olimpijske igre u Ateni | Bronca | 2004.  |